# Манагарова, Юлия Анатольевна
Ю́лия Анато́льевна Манага́рова (род. 27 сентября 1988, Кривой Рог, Днепропетровская область) — украинская и российская гандболистка, правый крайний российского клуба «Ростов-Дон» и сборной России. До 2014 года выступала за сборную Украины, с 2017 года выступает за сборную России. Заслуженный мастер спорта России (2021).

## Биография
Родилась 27 сентября 1988 года в городе Кривой Рог, где и начала заниматься гандболом. Выступала за клуб «Смарт» из своего родного города, после чего в 2011 году перешла в румынский «Олтхим», в составе которого выступала два сезона и дважды выходила в полуфинал женской гандбольной Лиги чемпионов. Из-за финансовых проблем румынского клуба появилась угроза развала команды, и именно в это время гандболистке поступило предложение переехать в Ростов-на-Дону и играть за клуб «Ростов-Дон».
В 2014 году, не видя на Украине возможностей для развития своей карьеры, Манагарова решила сменить гражданство и уже спустя полтора года получила российский паспорт из рук вице-премьера РФ Дмитрия Рогозина, назвавшего гандболистку «новой надеждой сборной».
Летом 2017 года Манагарова была впервые вызвана в сборную России, в декабре приняла участие в чемпионате мира в Германии (5-е место), а в декабре 2018 года стала серебряным призёром чемпионата Европы. При этом на турнире Юлия показала выдающуюся эффективность в атаке — 25 голов после 26 бросков (все — с игры). На чемпионате мира 2019 года Манагарова стала лучшим бомбардиром сборной в матчах против Китая и ДР Конго. Всего на турнире Юлия забросила 41 мяч в 10 матчах.

## Достижения
- Серебряный призёр Олимпийских игр Токио-2020.
- Серебряный призёр чемпионата Европы (2018).
- Бронзовый призёр чемпионата мира (2019).
- Обладатель Кубка ЕГФ (2017).
- Финалист Лиги чемпионов (2019).
- Шестикратный чемпион России (2015, 2017—2020, 2022).
- Семикратный обладатель Кубка России (2015—2021).
- Семикратный обладатель Суперкубка России (2015—2021).
- Трехкратный чемпион Украины (2009—2011).
- Трехкратный чемпион Румынии (2011—2013).
- Лучший бомбардир чемпионата России 2021/2022 (218 голов в 46 матчах)[5]

## Награды
- Медаль ордена «За заслуги перед Отечеством» I степени (11 августа 2021 года) — за большой вклад в развитие отечественного спорта, высокие спортивные достижения, волю к победе, стойкость и целеустремленность, проявленные на Играх XXXII Олимпиады 2020 года в городе Токио (Япония)[6].